# Macuquinho-baiano
O macuquinho-baiano (nome científico:Eleoscytalopus psychopompus) é uma espécie de ave da família Rhinocryptidae que é endêmica das Florestas Costeiras da Bahia. É uma espécie em perigo de extinção devido à sua distribuição geográfica restrita às microrregiões baianas de Ilhéus-Itabuna e Valença e por causa da destruição das florestas da região.

## Nomes populares
O nome macuquinho-baiano foi selecionado como nome vernáculo técnico para a espécie pelo Comitê Brasileiro de Registros Ornitológicos (CBRO) em 2021.